# The Mothman Prophecies (filme)
The Mothman Prophecies (Brasil: A Última Profecia / Portugal: A Profecia das Sombras) é um filme estadunidense de 2002, dirigido por Mark Pellington e protagonizado por Richard Gere.
O filme é baseado no livro de mesmo nome publicado em 1975 pelo jornalista e parapsicólogo John Keel. Na obra, o autor descreve relatos colhidos de moradores que afirmaram terem visto uma criatura semelhante a uma mariposa gigante, mas com aspecto humanoide, denominada Mothman (Homem Mariposa). Os eventos aconteceram entre novembro de 1966 e dezembro de 1967 na região de Point Pleasant, Virgínia Ocidental, Estados Unidos. Resenhas críticas foram mistas, e o filme não foi um sucesso financeiro.

## Sinopse
John Klein (Richard Gere) é um renomado jornalista do The Washington Post que vai a uma pequena cidade de Virgínia Ocidental para investigar alguns estranhos acontecimentos. Ao chegar na cidadezinha, ele logo descobre que pode haver uma ligação entre os bizarros fenômenos e sua esposa, Mary (Debra Messing), que morreu alguns anos antes, vítima de um tumor cerebral. Pouco antes de sua morte, Mary confessou ter visto uma estranha criatura atravessando a estrada momentos antes dela sofrer um acidente de carro junto com John. Ela então desenhou uma série de rascunhos descrevendo a criatura. Impressionado com o relato da esposa, John decide, dois anos depois, voltar ao local para tentar descobrir o que há de real por trás da lenda do Mothman (homem-mariposa).

## Elenco
- Richard Gere como John Klein
- Laura Linney como Connie Mills
- Will Patton como Gordon Smallwood
- Debra Messing como Mary Klein
- Lucinda Jenney como Denise Smallwood
- Alan Bates como Alexander Leek
- David Eigenberg como Ed Fleischman
- Bob Tracey como Cyrus Bills
- Mark Pellington como Indrid Cold "The Mothman" (voz)

## Produção

### Filmagem
Além de algumas cenas de abertura filmadas em Washington, D.C., a maioria das filmagens foram filmadas nas áreas de Pittsburgh e Kittanning na Pensilvânia.  As cenas de Gere sentado em um banco do parque estão no campus da University of Pittsburgh. Montagens de estrada foram filmadas na Pennsylvania Route 28, e os das cenas de Chicago são totalmente filmadas no centro de Mellon Square e arredores de Trinity Churchyard bem como a entrada para o Duquesne Club. A "Chemical Plant" apresentado no filme é realmente uma estação de energia de propriedade da Reliant Energy em Elrama, Pensilvânia. O Avalon Motor Inn está em Eighty Four, PA, sul de Pittsburgh. Cenas da Point Pleasant foram gravadas em Kittanning. O colapso da Silver Bridge foi filmado no Kittanning Citizens Bridge no centro de Kittanning. Cenas filmadas na casa de Gordon Smallwood foram filmadas no condado de Washington na Pennsylvania Route 917. Allegheny County Airport de Pittsburg serve como pano de fundo para as cenas de aeroportos. Apesar desta mudança, vários policiais de Point Pleasant aparecem nos extras. Na realidade, 46 pessoas morreram no colapso da Silver Bridge, e não 36, como retratado no filme. A alegação do filme nos créditos finais do colapso da Silver Bridge nunca sendo explicado é falso; o incidente foi julgado como sendo causado por uma falha de uma barra de olhal numa corrente de suspensão em 1971, bem antes da publicação do livro sobre o qual o filme é baseado, para não falar do filme.

### Música
Partitura musical do filme foi composta pelo laboratório criativo tomandandy e do compositor norte-americano Cliff Eidelman.  Em 22 de janeiro de 2002. Lakeshore Records lançou um 2-disc, edição da trilha sonora.
| The Mothman Prophecies: Music From the Motion Picture Disc 1 |                            |         |  |
| N.º                                                          | Título                     | Duração |  |
| 1.                                                           | "Half Light (single)"      | 4:23    |  |
| 2.                                                           | "Wake Up #37"              | 5:37    |  |
| 3.                                                           | "Haunted"                  | 5:03    |  |
| 4.                                                           | "One and Only"             | 1:59    |  |
| 5.                                                           | "Collage"                  | 1:05    |  |
| 6.                                                           | "Great Spaces"             | 5:19    |  |
| 7.                                                           | "Rolling Under"            | 5:26    |  |
| 8.                                                           | "Half Life"                | 4:13    |  |
| 9.                                                           | "Soul Systems Burn"        | 5:35    |  |
| 10.                                                          | "Half Light (tail credit)" | 6:46    |  |
| Duração total:                                               | Duração total:             | 44:05   |  |

| The Mothman Prophecies: Music From the Motion Picture Disc 2 | |         |  |
| N.º                                                          | Título | Duração |  |
| 1.                                                           | "Movement 1: Composed of 12 Members/ Retrace/ A New Home/ MRI/ Welcome To Point Pleasant"                                  | 8:05    |  |
| 2.                                                           | "Movement 2: Point Pleasant/ Seeing Strange Things/ It's a Voice and It's Saying, Do Not Be Afraid/ He's Wrong/ Denver 9"  | 7:32    |  |
| 3.                                                           | "Movement 3: I Had a Dream Like That/ Not From Human Vocal Chords/ Zone Of Fear/ Ring Ring/ Leek/ Leek Wouldn't See Me"    | 9:53    |  |
| 4.                                                           | "Movement 4: All At Once, I Understand, Everything/ Do You Know That Woman?/ The Tape Reveals/ We Are Not Allowed To Know" | 7:36    |  |
| 5.                                                           | "Movement 5: It's How I Ended Up Here/ Airport/ I Have To Go"                                                              | 4:25    |  |
| 6.                                                           | "Movement 6: We Have Dinner At 6, And We Open Presents At 8/ 12:00 Call"                                                   | 3:51    |  |
| 7.                                                           | "Movement 7: The Bridge"                                                                                                   | 8:21    |  |
| 8.                                                           | "Movement 8: Mirror Drone/ John's Theme/ Cellos"                                                                           | 9:40    |  |
| Duração total:                                               | Duração total: | 58:03   |  |

## Lançamento

### Home media
Depois de seu lançamento nos cinemas, a edição da Região 1 em widescreen pan and scan foi lançado em DVD nos Estados Unidos em 4 de junho de 2002. Os bônus especiais incluídos, comentários do diretor Mark Pellington; documentário "Search for the Mothman"; bônus "Day by Day: A Director's Journey - The Road In"; videoclipe "Halflight"; 5 cenas deletadas; e trailers do cinema. Uma edição especial do filme em formato widescreen foi lançado em 27 de maio de 2003. Os bônus especiais incluídos, digitalmente masterizado áudio e vídeo anamórfico; apresentações em widescreen e em tela cheia; Áudio: Inglês e Francês 5.1 (Dolby Digital); Legendas: Inglês, Francês, Espanhol; Exclusivo DVD: videoclipe "Half Light" dirigido por Mark Pellington; Trailer do cinema; Notas de produção; Menus interativos; e seleções de cena.
De forma complementar, uma versão VHS do formato do filme foi lançada em 1 de outubro de 2002. Uma opção de visualização adicional para o filme no formato de mídia de vídeo sob demanda foi disponibilizado também.

## Recepção

### Resposta da crítica
Entre os críticos tradicionais nos Estados Unidos, o filme recebeu críticas mistas. Rotten Tomatoes relatou que 53% dos 137 amostrados críticos deram ao filme uma crítica positiva, com uma pontuação média de 5.5 dos 10. No Metacritic, que atribui uma média ponderada de 100 a opiniões de críticos, The Mothman Prophecies recebeu uma pontuação de 52 com base em 32 comentários Em 2003, o filme ganhou o prêmio Melhor Edição de Som: Música em um Longa-Metragem da sociedade do Motion Picture Sound Editors.
O crítico Roger Ebert do Chicago Sun-Times deu-lhe duas estrelas de um total de quatro, chamando-o de "fora de foco" e "sinuoso", mas elogiou a direção de Mark Pellington, "cujo comando de câmera, ritmo e o efeito global é tão bom, que merece um roteiro melhor".

### Bilheteria
The Mothman Prophecies abriu na bilheteria dos Estados Unidos em 25 de janeiro de 2002, ganhando $11,208,851 em seu primeiro fim de semana para não entrar no top dos cinco filmes de maior bilheteria. Finalmente passou a angariar $35,746,370 nos Estados Unidos, e $19,411,169 no mercado externo para um total mundial de $55,157,539.